# Euparyphasma
Euparyphasma és un gènere de papallones nocturnes de la subfamília Thyatirinae de la família Drepanidae.

## Taxonomia
- Euparyphasma albibasis Hampson, 1893
- Euparyphasma obscura Sick, 1941
- Euparyphasma maxima Leech, 1888

## Espècies antigues
- Euparyphasma cinereofusca Houlbert, 1921